# 12368 Мютсарс
12368 Мютсарс (12368 Mutsaers) — астероїд головного поясу, відкритий 7 лютого 1994 року.
Тіссеранів параметр щодо Юпітера — 3,526.
Названо на честь нідерландської письменниці й мисткині Шарлотти Мютсарс (* 1942).